# Skee
Skee is een plaats in de gemeente Strömstad in het landschap Bohuslän en de provincie Västra Götalands län in Zweden. De plaats heeft 562 inwoners (2005) en een oppervlakte van 113 hectare.

## Verkeer en vervoer
Bij de plaats lopen de E6 en Länsväg 164.
De plaats heeft een station aan de spoorlijn Göteborg - Skee.